# Men - Tyva Men
"Men - Tyva men" (em tuvano: Мен – тыва мен) o hino regional da República de Tuva, uma divisão federal na Rússia. A música foi composta por Kantomur Saryglar (também conhecido como Olonbayar Gantomir), e a letra foi escrita por Okey Shanagash (também conhecido como Bayantsagaan Oohiy). Foi adotado oficialmente pelo Grande Khural em 11 de agosto de 2011, substituindo o hino anterior Tooruktug Dolgay Tangdym .